# Thelotrema astroideum
Thelotrema astroideum är en lavart som först beskrevs av Berk. & Broome, och fick sitt nu gällande namn av Hale 1980. Thelotrema astroideum ingår i släktet Thelotrema och familjen Thelotremataceae.   Inga underarter finns listade i Catalogue of Life.